# アルゼンチン人の一覧
アルゼンチン人の一覧（アルゼンチンじんのいちらん）は、アルゼンチン（歴史的スペイン出身者も含む）出身者、アルゼンチン人ならびにアルゼンチン国籍を持つ人物の一覧である。

## あ行
- パブロ・アイマール
- マルタ・アルゲリッチ
- ラウル・アルフォンシン
- ミゲル・アンヘル・ゲーラ
- イポリト・イリゴージェン
- ホセ・エルナンデス

## か行
- シルエロ・カブラル
- レオポルド・ガルチェリ
- オスカル・アルフレード・ガルベス
- クリスティーナ・フェルナンデス・デ・キルチネル
- ネストル・キルチネル
- パトリシア・グリンフェルド Patrcia Grinfeld （ギタリスト）
- トゥリオ・クレスピ（元自動車メーカー経営者／レーシングチーム主宰者）
- エルナン・クレスポ
- チェ・ゲバラ
- マリオ・ケンペス
- フランコ・コラピント
- ホセ・フロイラン・ゴンザレス

## さ行
- オマール・シボリ
- ディエゴ・シメオネ
- ミラグロス・シュモール
- ギジェルモ・スタービレ
- アルフレッド・ディ・ステファノ
- リカルド・ズニーノ
- フェルナンド・E・ソラナス

## た行
- フェルナンド・デ・ラ・ルア
- エスティバン・トゥエロ
- ドミニク・ミラー

## は行
- ガブリエル・バティストゥータ
- アストル・ピアソラ
- アルベルト・ヒナステラ
- ホルヘ・ラファエル・ビデラ
- ファン・マヌエル・ファンジオ
- ノルベルト・フォンタナ
- マヌエル・ベルグラーノ
- フアン・ペロン
- エバ・ペロン
- ホルヘ・ルイス・ボルヘス

## ま行
- ガストン・マッツァカーネ
- ディエゴ・マラドーナ
- オノフレ・マリモン
- ホセ・デ・サン＝マルティン
- リオネル・メッシ
- カルロス・メネム

## ら行
- リベルタ・ラマルケ
- オスカー・ララウリ
- セルジオ・リンランド
- カルロス・ロイテマン
- フアン・マヌエル・デ・ロサス
- エンリケ・ロッテンバーグ（英語版） - アーティスト。ユダヤ系